# کوکوی سوزناک
کوکوی سوزناک (نام علمی: Cacomantis merulinus) یک گونه از پرندگان وابسته به سردهٔ Cacomantis در تیرهٔ کوکویان (Cuculidae) و بومی آسیا، از هند، نپال و چین تا اندونزی است.